# Mohamed Farrah Aidid
Mohamed Ali Farrah Aidid (som: Maxamed Faarax Caydiid; ara: محمد فرح عيديد‎) (Mudug, Somalija, 15. prosinca 1934. – Mogadišu, Somalija, 2. kolovoza 1996.), general i peti predsjednik Somalije. Bio je kontroverzni vojni vođa često opisivan kao "gospodar rata". Dužnost predsjednika Somalije obnašao je u razdoblju između 1995. i 1996. godine. Bio je predsjednik Ujedinjenog somalskog kongresa i Somalske nacionalne alijanse. Zajedno s tadašnjim predsjednikom Mohamedom Siadom Barreom vodio je diktatorski režim najprije u somalskoj prijestolnici Mogadišuu a kasnije u cijeloj zemlji. To je bio razlog prisutnosti UN-a i trupa američke vojske u Somaliji.
Nakon Somalskog građanskog rata (1986. – 1992.) Aidid je diktaturu provodio koristeći glad kao oružje odnosno zapljenjujući međunarodnu pomoć u hrani. To je bio razlog zbog čega su Ujedinjeni narodi i američka vojska proveli vojnu operaciju Vraćanje nade kojom bi se razbila somalska vojna opsada hrane te omogućila njena pravedna raspodjela gladnome narodu. Budući da međunarodni napori nisu dali rezultate, UN-ove snage bile su prisiljene povući se iz zemlje. Ubrzo nakon toga, Mohamed Aidid je postao somalski predsjednik 1995. godine.

## Biografija
Mohamed Aidid dolazi iz klana Habr Gidir a rođen je u somalskoj regiji Mudug. Obrazovao se u Rimu i Moskvi te je služio talijanskoj kolonijalnoj policiji tokom 1950-ih. Kasnije je u somalskoj vojsci stekao čin generala te je zajedno s Mohamedom Siadom Barreom sudjelovao u Ogaden ratu s Etiopijom od 1977. do 1978. godine. Nakon toga radio je u Barreovom predsjedničkom kabinetu te je bio somalski veleposlanik u Indiji nakon čega je imenovan šefom obavještajne službe.
Nakon što je Mohamed Barre posumnjao da Aidid planira državni udar zatvorio ga je na šest godina. Godine 1991. Aididov klan je uspio svrgnuti Barrea a Mohamed Aidid je u zemlji počeo provoditi vojnu diktaturu.
Kako je rastao građanski rat u Somaliji, slomljena je središnja vlast u zemlji (svrgavanje Barrea). Tada je došlo do osnivanja mnogih klanskih pobunjeničkih skupina koje su imale vlastitu regionalnu ili lokalnu dominaciju. Zbog toga se u Somaliji počela koristiti riječ "gospodar rata" koja je opisivala vođe klanova. Aidid je među svima bio glavni gospodar rata. Međutim, kasnije su ga porazili rivali što je dovelo do povratka UN-ovih mirovnih snaga.

## Intervencija i povlačenje UN-a i SAD-a
General Aidid se protivio snagama Ujedinjenih naroda u zemlji što je dovelo do napada na pakistanske mirovne snage tj. 24 mrtvih. Zbog toga je SAD ucijenio njegovu glavu na 25.000 USD te ga se pokušalo uhititi i suditi mu za ratne zločine. Dana 3. listopada 1993. godine američki predsjednik Bill Clinton je u Somaliju poslao elitne snage Delta Force i The Rangers kako bi uhitili nekoliko dužnosnika Aididove milicije na području Mogadishua kojeg je diktator kontrolirao. Tehnički gledano operacija je bila uspješna jer je uhvaćeno nekoliko visoko pozicioniranih osoba ali nije u potpunosti izvedena kako je planirano. U sukobu između domaće gerile i stranih oružanih snaga poginulo je između 500 i 1.500 Somalaca a s druge strane 18 američkih i jedan malajski vojnik. Također, oboren je jedan američki jurišni helikopter UH-60 Black Hawk te je njegov pilot Michael Durant bio 11 dana zatočen kao ratni zarobljenik. Pilot je kasnije u svojim memoarima napisao da je vidio generala Aidida iza kamermana koji ga je tokom zatočeništva snimao za potrebe reportaže. Rezultat svega bio je da su se ubrzo nakon Ujedinjenih naroda iz Somalije 1995. godine povukle i oružane snage SAD-a.

## Predsjedništvo i smrt
Mohamed Farag Aidid je proglasio samoga sebe za predsjednika Somalije u lipnju 1995. godine, ali njegova Vlada nije bila međunarodno priznata. U Somaliji pa i unutar prijestolnice se vodila borba za vlast. U toj borbi se posebice isticao Ali Mahdi Muhammad. U rujnu 1995. godine milicijske snage odane Aididu su napale grad Baidoa ubivši pritom deset Somalaca i otevši najmanje dvadeset stranih humanitaraca.
Dana 24. srpnja 1996. godine Aidid i njegova milicija su sudjelovali u klanskom ratu protiv drugih gospodara rata od kojih su neki od neki od njih bili bivši Aididovi suradnici kao Ali Mahdi Muhammad i Osman Ali Atto. Mohamed Aidid je ranjen u paljbi te je 1. kolovoza pretrpio srčani udar. Ne zna se je li umro tokom ili poslije operacije provedene nakon njegova ranjavanja.

## Nasljedstvo
Aidida je naslijedio njegov sin Hussein Mohamed Farrah koji je emigrirao u SAD u dobi od 17 godina. U Sjedinjenim Državama je ostao 16 godina te je stekao američko državljanstvo a služio je i u američkom marinskom korpusu u operacijama u Somaliji. Dva dana nakon smrti Mohameda Aidida, Somalska nacionalna alijansa je imenovala njegova sina Husseina novim predsjednikom Somalije.
Svoju ostavku je podnio 1997. godine u Kairu tokom mirovnog procesa između vodstva Salbalara i Soodare grupe. Zapadni svijet ga je smatrao čovjekom koji može poboljšati odnose između Zapada i Somalije. Na pitanje o svojim danima u marinskom korpusu, Hussein Farrah je odgovorio: "Jednom marinac, uvijek marinac".

## Vanjske poveznice
- Joint Close Air Support in the Low Intensity Conflict  Arhivirana inačica izvorne stranice od 25. ožujka 2006. (Wayback Machine)
- Black Hawk Down: A Story of Modern War  Arhivirana inačica izvorne stranice od 10. veljače 2011. (Wayback Machine)
- Somali faction leader Aidid dies  Arhivirana inačica izvorne stranice od 10. ožujka 2006. (Wayback Machine)
- The Ethics of American Military Policy in Africa  Arhivirana inačica izvorne stranice od 23. kolovoza 2000. (Wayback Machine)